# Кряш-Серда
Кряш-Серда (тат. Керәшен Сәрдәсе) — село в Пестречинском районе Республики Татарстан, на левом притоке реки Мёша, в 22 километрах к востоку от административного центра района — села Пестрецы.
Административный центр Кряш-Сердинского сельского поселения.

## История села
Известно с 1565 — 1567 годов. В дореволюционных источниках упоминается как Верхняя Серда и Верхняя Крещёная Серда.
Название села (ранее — деревни) происходит от татарского «сәрдә» — «сердце».

 Серда Верхняя (1116). Деревня при безымянном ключе, по левой стороне Ногайской торговой дороги. От города 39 вёрст, волостное правление 6 вёрст. [...] В 1870 г. А. Н. Стояновым, по указанию местной полиции, в селении Верхняя Серда были произведены раскопки местных древних могил, но при раскопках ничего не найдено.— Износков И. Список населённых мест Казанской губернии, с кратким описанием их. Лаишевский уезд// Выпуск 1-й. — Казань: Типография Губернского Правления, 1893. — С. 92.
Деревня Серда состояла в приходе села Нижняя Серда (Русская Серда), находившегося от неё на расстоянии двух вёрст.
В 1868 году в деревне была открыта земская школа. В начале XX века здесь функционировали три крупообдирки, кузница, две мануфактурные и четыре мелочные лавки.
До 1920 года входила в Казыльскую волость Лаишевского уезда Казанской губернии, с 1920 года — в Лаишевский кантон АТССР (ТАССР), с 14 февраля 1927 года — в Рыбно-Слободский, с 10 августа 1930 года — в Пестречинский район ТАССР (ныне — Республики Татарстан).

## Население
До Крестьянской реформы 1861 года жители Верхней Серды относились к категории государственных крестьян..
В конце XIX века население занималось земледелием, промыслами: шерстобитным, плотницким, стекольным, кузнечным, изготовлением саней.
По состоянию на 1893 год, в Верхней Серде было 118 дворов, в которых проживали 438 мужчин и 452 женщины. Земельный надел — 108,64 десятины. По национальности — все «старокрещёные татары».
Число жителей: в 1782 году — 66 душ мужского пола; в 1859 году — 553, в 1897 году — 989, в 1908 году — 1144, в 1920 году — 1259, в 1926 году — 579, в 1949 году — 864, в 1958 году — 862, в 1970 году — 882, в 1979 году — 791, в 1989 году — 594 человека.

## Религиозные объекты
В 2006 году в селе Кряш-Серда было завершено строительство деревянного однопрестольного храма в честь святителя Николая Мир-Ликийского, в котором 25 июня того же года была отслужена первая Божественная Литургия. Приход составляют местные жители — кряшены, богослужения ведутся в основном на церковно-кряшенском языке в воскресные и праздничные дни.
Настоятель церкви, по состоянию на 2020 год, иерей Д. В. Сизов — руководитель Кряшенской духовной миссии.